# ویروس نوترکیب
ویروس نوترکیب (انگلیسی: Recombinant virus)، ویروسی است که با استفاده از فناوری دی‌ان‌ای نوترکیب با ترکیب مجدد قطعات دی‌ان‌ای تولید می‌شود. این ممکن است برای تولید واکسن‌های ویروسی یا وکتورهای ژن‌درمانی استفاده شود.
همچنین از آن برای اشاره به نوترکیبی طبیعی رخ داده در ژنوم ویروس، در سلول آلوده شده توسط بیش از یک سویه ویروس استفاده می‌شود. این عمل یا با کراسینگ‌اور همولوگ بر روی رشته‌های نوکلئیک اسید یا با تغییر شکل بخش‌های ژنومی رخ می‌دهد. هم این عمل و هم جهش در داخل ویروس به عنوان راه‌هایی برای تکامل آنفلوانزا و سایر ویروس‌ها پیشنهاد شده‌است. یک نمونه از ویروس نوترکیب، ویروس انسفالیت اسبی غربی (WEE) است که یک ویروس نوترکیب بین دو ویروس انسفالیت نزدیک به هم و در عین حال مجزا است. علاوه بر این، نوترکیبی برای ویروس‌های آنفلوانزای همه‌گیر، بسیار مهم است.